# فوبوفوبیا
فوبوفوبیا (به انگلیسی: Phobophobia) یک ترس از فوبیاها یا به بیان دقیق‌تر حساسیتی درونی در رابطه با فوبیا یا اضطراب است که ارتباط نزدیکی با دیگر اختلال‌های اضطرابی دیگر دارد. اختلال‌هایی مانند اختلال‌های عصبی عمومی‌سازی شده (ترس‌های سیال آزاد) و حملات ترس.